# Liste der Bodendenkmäler in Waldbröl
Die folgende Liste enthält die offiziellen Bodendenkmäler auf dem Gebiet der Stadt Waldbröl, Oberbergischer Kreis, Nordrhein-Westfalen (Stand: April 2017)
| lfd. Nummer | Bezeichnung des Denkmales                     | Lage                                                                                      | Gemarkung Flur/Flurstück                                                     | Foto |
| ----------- | --------------------------------------------- | ----------------------------------------------------------------------------------------- | ---------------------------------------------------------------------------- | --- |
| 1           | Galgenplatz Windecks Gericht                  | „Galgen-Berg“ in der Nutscheid südlich der Ortschaft Bladersbach 50,84217° N, 7,559364° O | Waldbröl Flur 28, Flurstück 64                                               | Bild gesucht Die Wikipedia wünscht sich an dieser Stelle ein Bild vom Ort mit diesen Koordinaten 50.8421695 7.5593643 . Motiv: Windecks Gericht Falls du dabei helfen möchtest, erklärt die Anleitung , wie das geht. BW |
| 2           | Burgwüstung Burg Isengarten                   | Burgplatz Isengarten Waldbröl 50,882782° N, 7,615004° O                                   | Waldbröl Flur 13, Flurstücke 5; 1180,1202+1210; 1016+1179                    | Bild gesucht Die Wikipedia wünscht sich an dieser Stelle ein Bild vom Ort mit diesen Koordinaten 50.882782 7.615004 . Motiv: Burg Isengarten Falls du dabei helfen möchtest, erklärt die Anleitung , wie das geht. BW    |
| 3           | geologischer Aufschluss ehemaliger Steinbruch | nördlich der Ortschaft Hahn 50,886489° N, 7,597243° O                                     | Waldbröl Flur 11, Flurstücke 133+161 Flur 51, Flurstücke 28, 31, 32, 118+120 | Bild gesucht Die Wikipedia wünscht sich an dieser Stelle ein Bild vom Ort mit diesen Koordinaten 50.8864887 7.5972426 . Motiv: Steinbruch Hahn Falls du dabei helfen möchtest, erklärt die Anleitung , wie das geht. BW  |